# Roberto Perdomo Paredes
Roberto Perdomo Paredes (* 29. August 1926 in Trinidad; † 7. März 2007 in Tegucigalpa) war ein honduranischer Diplomat und Politiker.

## Biografie
Perdomo Paredes war zunächst von 1961 bis 1962 Delegierter bei der honduranisch-nicaraguanischen Kommission, die die Grenze zwischen den beiden Staaten festlegte. Im Anschluss wurde er 1962 von Präsident José Ramón Villeda Morales zum Außenminister in dessen Regierung berufen. Im Rahmen einer Regierungsumbildung wurde er 1963 für einige Zeit Innenminister sowie Justizminister. Später war ein Botschafter bei der Organisation Amerikanischer Staaten (OAS) in Washington, D.C.
1976 berief ihn Präsident Juan Alberto Melgar Castro für kurze Zeit wieder zum Außenminister in die Regierung. 1981 erfolgte seine Ernennung zum Botschafter in Nicaragua und im Anschluss 1983 zum Botschafter in Kolumbien.
Zuletzt war Perdomo Paredes von 1989 bis 1999 Vizepräsident des Obersten Gerichts.